# Today You Are a Man
"Today You Are a Man" é o quinto episódio da sexta temporada da série de televisão de comédia de situação norte-americana 30 Rock, e o 108.° da série em geral. Teve o seu enredo escrito por Ron Weiner, co-produtor executivo do seriado, e realizado por Jeff Richmond, compositor dos temas musicais. A sua transmissão original norte-americana ocorreu na noite de 2 de Fevereiro de 2012 através da rede de televisão National Broadcasting Company (NBC). Dentre os actores convidados para o episódio, estão inclusos Kristen Schaal, Josh Fadem, Ned Eisenberg, e Nicholas Dayton. A apresentadora de televisão Suze Orman interpretou uma versão fictícia de si própria.
No episódio, Liz Lemon (interpretada por Tina Fey) usa os truques de Jack Donaghy (Alec Baldwin) para lidar com a negociação da renovação do seu contracto com a NBC, renovação esta que está a ser mediada pelo próprio Jack. Entretanto, Kenneth Parcell (Jack McBrayer) abandona as suas tarefas de estagiário da emissora após ser desrespeitado pelos seus colegas do The Girlie Show with Tracy Jordan (TGS). Não obstante, Tracy Jordan (Tracy Morgan) e Jenna Maroney (Jane Krakowski) são contratados, contra as suas vontades, como animadores do bar mitzvah do filho do contabilista deles.
Em geral, "Today You Are a Man" foi recebido com opiniões positivas pelos críticos especialistas em televisão do horário nobre, com a maioria dos elogios sendo direccionados ao enredo e à participação de Orman. De acordo com os dados revelados pelo sistema de mediação de audiências Nielsen Ratings, o episódio foi assistido em 3,21 milhões de domicílios durante a sua transmissão original norte-americana, e foi-lhe atribuída a classificação de 1,3 e quatro de share no perfil demográfico dos telespectadores entre os dezoito e 49 anos de idade.

## Produção

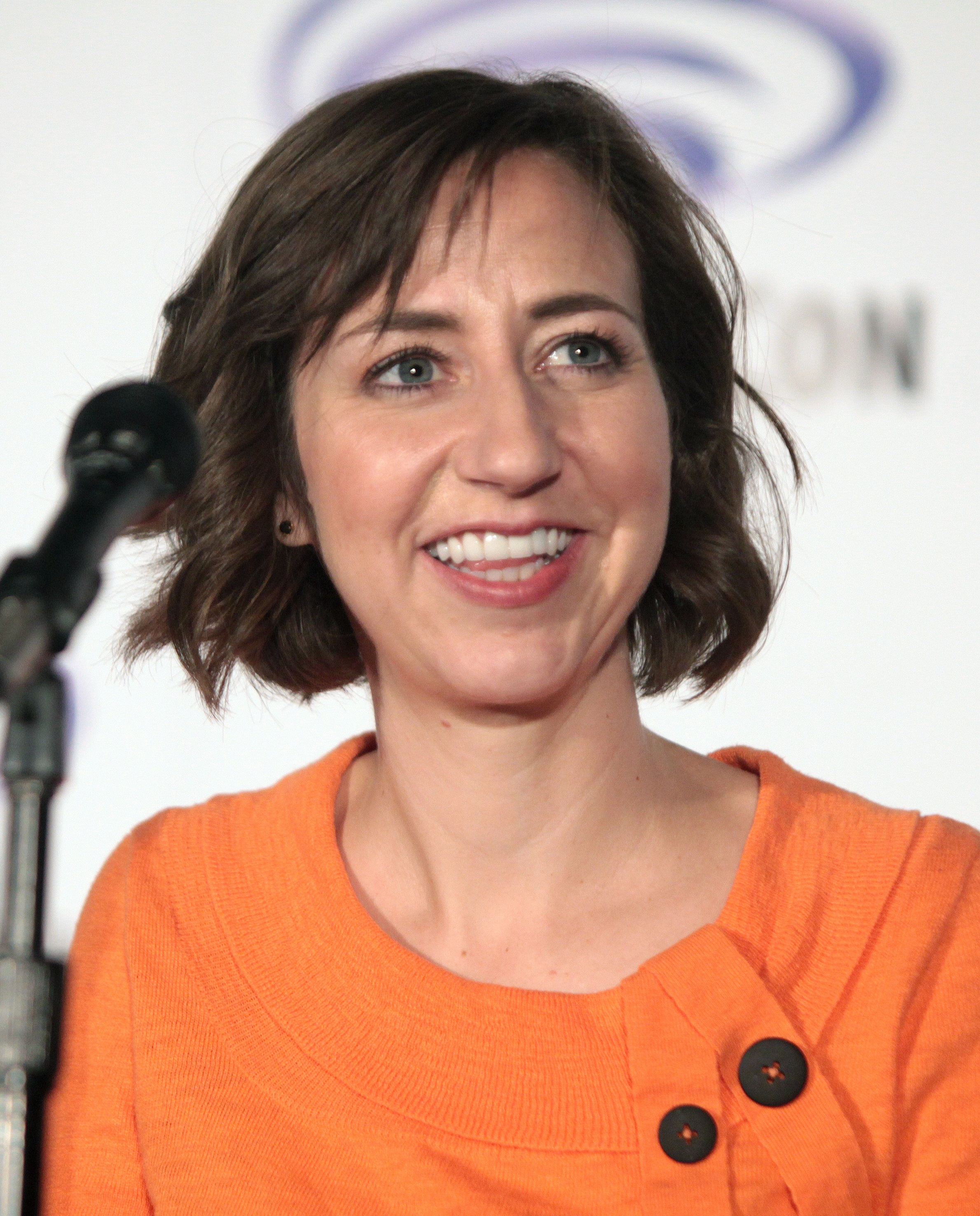
Kristen Schaal fez uma participação em "Today You Are a Man" como a estagiária substituta Hazel Wassername.

"Today You Are a Man" é o quinto episódio da sexta temporada de 30 Rock. O seu enredo foi escrito por Ron Weiner, co-produtor executivo do seriado, e a realização ficou sob responsabilidade de Jeff Richmond, produtor executivo, compositor dos temas musicais e também esposo da criadora da série. Assim, marcou o décimo primeiro crédito de Weiner como argumentista em 30 Rock, com "Respawn" na quinta temporada sendo o último episódio no qual trabalhou, e o quarto episódio dirigido por Richmond, tendo ele trabalhado pela última vez na realização do anterior a este, "The Ballad of Kenneth Parcell".
Em Novembro de 2011, foi revelado que a comediante e actriz norte-americana Kristen Schaal faria uma participação em vários episódios da sexta temporada de 30 Rock. Neste episódio, o seu primeiro no seriado, Schaal interpretou a estagiária Hazel Wassername, substituta do estagiário Kenneth Parcell (Jack McBrayer) nos episódios seguintes. Em uma entrevista com Michael O'Connell para o portal de entretenimento The Hollywood Reporter, a actriz declarou que assistia à série há muito tempo e estava muito feliz por poder contracenar com o elenco. A apresentadora de televisão Suze Orman também fez uma breve participação em "Today You Are a Man", na cena na qual aconselha Kenneth a despedir-se do seu trabalho como estagiário da NBC e perseguir o seu verdadeiro sonho.
O actor e comediante Judah Friedlander, intérprete da personagem Frank Rossitano em 30 Rock, é conhecido pelos seus bonés de camioneiro de marca registada que usa dentro e fora da personagem Frank. Os chapéus normalmente apresentam palavras ou frases curtas estampadas neles. Friedlander afirmou que ele próprio é quem faz os acessórios. Revelou também que "alguns deles são brincadeiras íntimas, e alguns são simplesmente piadas." A ideia veio do persona de Friedlander nas suas apresentações de comédia stand-up, nas quais os objectos de adorno estão todos estampados com a escrita "campeão mundial" em línguas e aparências diferentes. Em "Today You Are a Man", Frank usa bonés que leem "Flip Phone Owner", "Jobber", e "Tornadic".

## Enredo
Simon Behrens (interpretado por Josh Fadem), administrador de Liz Lemon (Tina Fey), informa-a que o seu contracto como argumentista-chefe do TGS está quase a terminar. Então, ela recebe um novo do executivo Jack Donaghy (Alec Baldwin), o que a deixa irrita pois apercebe-se que Jack pensa que ela iria assinar cegamente um novo contrato, pelo que decide decide negociar com ele, uma vez que considera merecer melhor salário e condições laborais. Liz reúne-se com Simon na biblioteca municipal e descobre uma gravação em cassete de um seminário gravado por Jack intitulado "Negociação Para Ganhar". Após ver este vídeo, ela começa a usar as tácticas de Jack nele próprio durante a negociação. Porém, este reconhece o jogo dela e fica contente, já que agora os dois estão a jogar no mesmo campo. Então, eles se encontram em uma sorveteria, onde, aparentemente, após pouca conversação, Liz hesita na sua reivindicação e Jack vence a negociação, o que o deixa tão feliz que o leva a negociar consigo mesmo através de um espelho, a fazer de conta que o espelho é Liz, em que no fim o seu reflexo no espelho, neste caso Liz, ganha a negociação. Aborrecido por este último acontecimento, Jack convida Liz de volta a seu escritório, onde ele lamenta o seu falhanço ao vencer a negociação e como um empresário em geral. A sentir-se culpada, Liz dá prioridade a ele na negociação, e este revela que esse era o seu plano original: provar a si mesmo que ainda poderia ganhar a negociação. No entanto, Jack assina o contrato que Liz havia vencido, assegurando-lhe que pretende cuidar dela de qualquer maneira.
Enquanto isso, Kenneth Parcell (Jack McBrayer) retorna ao trabalho após ser temporariamente despedido no episódio anterior. Contudo, ao chegar ao seu local de serviço, fica chocado ao se aperceber que ninguém notou a sua ausência durante um dia inteiro. Magoado, decide trocar de trabalho com Hazel Wassername (Kristen Schaal), a estagiária da NBC para o talk show The Suze Orman Show cujo comportamento é completamente inadequado. Durante um intervalo de gravação do The Suze Orman Show, Kenneth acaba por falar com a apresentadora Suze Orman, que lhe explica que a razão de seus amigos do TGS não o verem como um elemento igual a eles é porque Kenneth não ganha tanto dinheiro quanto eles. Mais tarde, a equipa e elenco do TGS percebe o seu erro e seduz Kenneth para uma festa de despedida, a fim de tentarem fazer Tracy Jordan (Tracy Morgan) convencê-lo a voltar, como depende muito de Kenneth para o cumprimento das suas necessidades pessoais. No entanto, para surpresa de todos, Tracy opta por uma atitude altruísta, e aconselha Kenneth a encontrar um trabalho melhor.
Não obstante, Tracy e Jenna Maroney (Jane Krakowski) são contratados pelo contabilista deles para serem animadores na festa de bar mitzvah do filho dele, apenas para depois serem forçados a agir como Transformers a fim de apaziguarem o menino pela festa desagradável. Mais tarde, a dupla percebe que o menino estava apenas a fazer exigências ridículas pois estava nervoso por dançar com uma rapariga, o que leva Tracy e Jenna a entenderem que seu próprio comportamento pode ser exigente, o que os leva a comprometerem-se a colocarem fim ao seu egoísmo.

## Lançamento e repercussão

### Transmissão e audiência

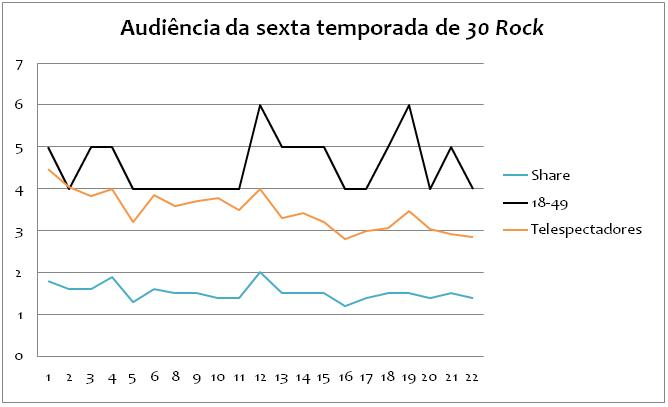
A audiência ao longo da sexta temporada de 30 Rock.

Nos Estados Unidos, "Today You Are a Man" foi transmitido pela rede de televisão NBC às vinte horas em ponto na noite de 2 de Fevereiro de 2012 como o 108.° episódio de 30 Rock. Segundo as estatísticas publicadas pelo serviço de mediação de audiências Nielsen Ratings, o episódio foi assistido em uma média de 3,21 milhões de agregados familiares ao longo da sua transmissão original norte-americana, e foi-lhe atribuída a classificação de 1,3 e quatro de share no perfil demográfico dos telespectadores entre os dezoito aos 49 anos de idade. O 1,3 refere-se a 1,3 por cento de todos os cidadãos entre os 18 a 49 anos de idade nos Estados Unidos, e o quatro refere-se a quatro por cento de todos os telespectadores entre os 18 aos 49 anos de idade que estavam a assistir a televisão nos EUA durante o momento da transmissão.
Em relação a "The Ballad of Kenneth Parcell", o episódio transmitido na semana anterior, foi um decréscimo ligeiro em número de telespectadores, como este último reuniu 3,98 milhões deles ao longo da sua emissão. Dentre todos os outros programas transmitidos naquele horário, assim como os outros transmitidos pela emissora no horário nobre de quinta-feira, "Today You Are a Man" ficou em quarto lugar em número total de telespectadores. Não obstante, marcou a menor audiência alguma vez atingida por algum episódio de 30 Rock, tirando o título de "Idiots Are People Three!", transmitido também na semana anterior.
Segundo um comunicado de imprensa publicado pela NBC logo no dia após a transmissão deste episódio, este número baixo na audiência deveu-se ao facto do enredo de "Today You Are a Man" assemelhar-se bastante ao de "The Ballad of Kenneth Parcell", provocando com que alguns aparelhos de registo de audiência não conseguissem gravar o número de telespectadores por acreditarem que "Today You Are a Man" fosse uma repetição de "The Ballad of Kenneth Parcell".

### Análises da crítica
| Críticas profissionais | Críticas profissionais |
| Avaliações da crítica  | Avaliações da crítica  |
| Fonte                  | Avaliação              |
| ---------------------- | ---------------------- |
| The A.V. Club          | B+                     |
| AfterEllen.com         | (positiva)             |
| Entertainment Weekly   | (positiva)             |
| Hollywood.com          | (mista)                |
| HuffPost               | (positiva)             |
| New York Magazine      | (positiva)             |

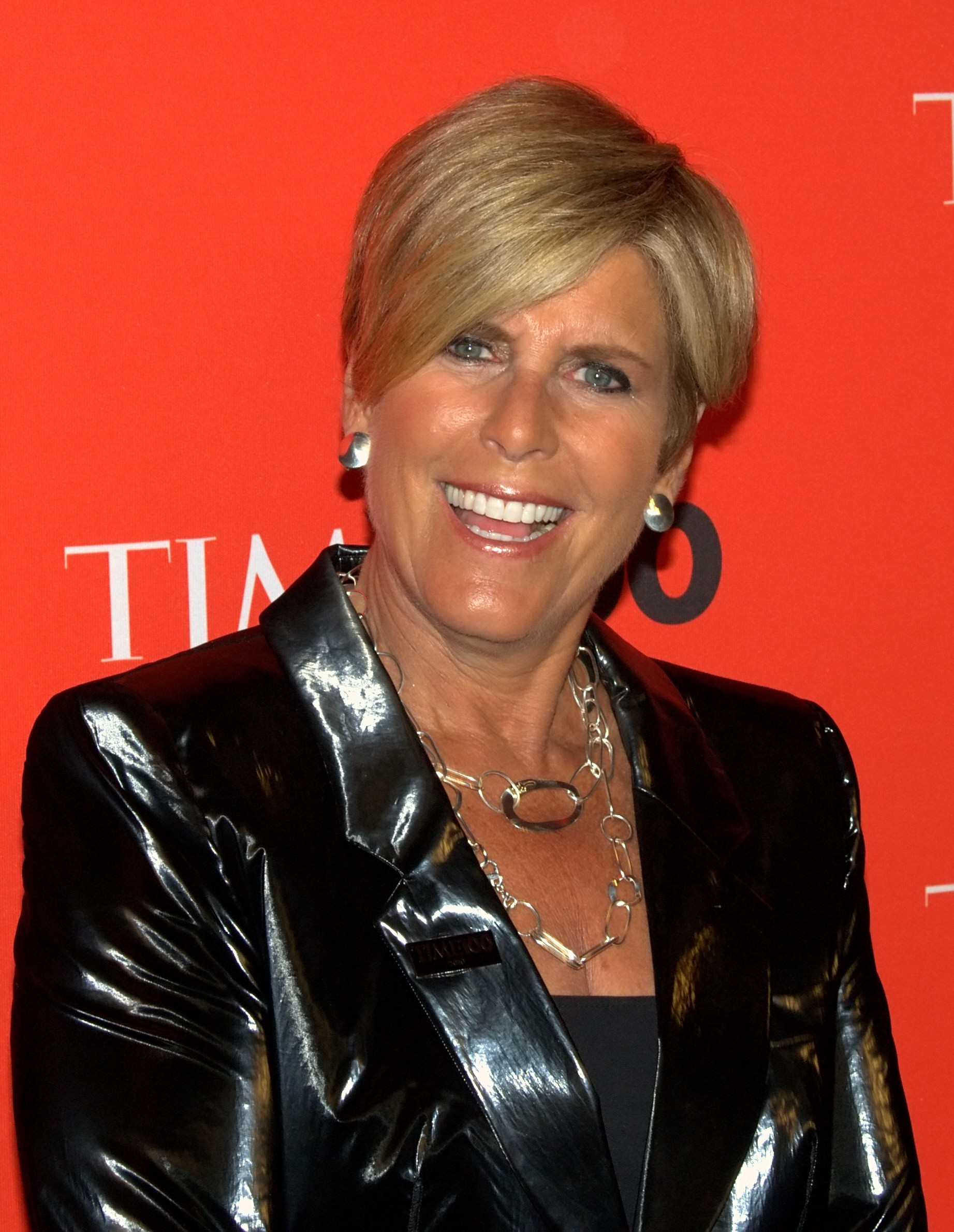
A participação de Suze Orman foi bastante apreciada pelos críticos de televisão.

Em geral, "Today You Are a Man" foi bem recebido pela crítica especialista em televisão. O resenhista Nathan Rabin, para o jornal de entretenimento The A.V. Club, atribuiu ao episódio a avaliação B+, notando que Kenneth finalmente deixou de tratar Tracy e Jenna como as únicas pessoas no mundo. "... todo mundo aprende uma pequena lição pura. Em um momento raro de auto-reflexão e honestidade, Tracy e Jenna percebem que, tal como o menino do bar mitzvah que choraminga e reclama porque morre de medo de dançar com uma rapariga, eles mandam nas pessoas ao seu redor e flexionam o seu poder de uma forma arbitrária que nada tem a ver com como eles estão realmente a se sentir ou com as suas verdadeiras necessidades. [...] Jack, por sua vez, aprende... que as emoções não são apenas uma forma de fraqueza, elas também podem ser uma forma de resistência e uma ferramenta poderosa."
Na sua análise para o portal Vulture da New York Magazine, Margaret Lyons achou que "30 Rock nunca magoa com as suas piadas, e o episódio da noite passada teve momentos e frases muito sólidos — [ou até] mesmo hilariantes," acrescentando que as personagens da série nunca irão mudar, mas algumas coisas têm que ser alteradas, pelo menos em algumas ocasiões. Jason Hughes, para o portal de notícias norte-americano HuffPost, elogiou a participação de Suze Orman: "era exactamente isso que ele [Kenneth] estava a precisar caso queira andar com gente rica e famosa como Jenna e Tracy." Dentre todos os seus elementos favoritos acerca do episódio na sua análise para o sítio LGBT AfterEllen.com, Dorothy Snarker destacou as participações de ambas Orman e Kristen Schaal, a quebra da quarta parede feita pela personagem interpretada por Tina Fey, e a referência à Gina Gershon.
Embora o enredo tenha sido elogiado por Breia Brissey na sua análise para a revista electrónica Entertainment Weekly, o crítico Michael Arbeiter, para o sítio Hollywood.com, comentou: "Se há uma crítica principal que tenho tido de 30 Rock durante os últimos anos é a falta de um desenvolvimento real de tramas. Claro, Jack casou-se e teve uma filha. A KableTown comprou a NBC. Mas o episódio desta semana parece ter o futuro de 30 Rock em mente." Não obstante, elogiou o enredo das personagens Jenna e Tracy por ter demonstrado que elas são capazes de se portar como adultos.